# Batalla de Tirapegui
La Batalla de Tirapegui fue luchada el 26 de abril de 1836, entre Liberales y Carlistas en la localidad de Tirapegui (Navarra) durante la Primera Guerra Carlista. Con la ayuda de la Legión Auxiliar Francesa, los liberales resultaron victoriosos.